# Håsum Sogn
Håsum Sogn er et sogn i Salling Provsti (Viborg Stift).
I 1800-tallet var Ramsing Sogn anneks til Håsum Sogn. Begge sogne hørte til Rødding Herred i Viborg Amt. Håsum-Ramsing sognekommune blev ved kommunalreformen i 1970 indlemmet i Spøttrup Kommune, som ved strukturreformen i 2007 indgik i Skive Kommune.
I Håsum Sogn ligger Håsum Kirke.
I sognet findes følgende autoriserede stednavne:
- Håsum (bebyggelse, ejerlav)
- Håsum Torp (bebyggelse, ejerlav)
- Skørsø (vandareal)
- Vellum Å (vandareal)